# إدمونتوصور
الإدمونتوصور (Edmontosaurus) هو جنس من ديناصورات الهادروصوريات.